# Gwyneddosaurus
Gwyneddosaurus es un género posiblemente inválido de reptil acuático tanistroféido extinto. La especie tipo, G. Erici fue descrita en 1945 por Wilhelm Bock, que se identificó como un dinosaurio celurosaurio  relacionado con Podokesaurus (en el momento, se pensaba que los "podokesauridos" eran celurosaurios). Sus restos se encontraron en la Formación Lockatong del Triásico Superior del condado de Montgomery, al este de Pensilvania, e incluyen fragmentos de cráneo, varias vértebras, costillas, gastralia, huesos parciales del hombro y la cadera, y varios elementos de las extremidades anteriores y posteriores encontrados en shale blando. El espécimen tipo es ANSP 15072. Fue descubierto por el hijo de cuatro años de Bock. No era un animal grande; Bock estimó que el esqueleto tipo era de 18 centímetros de largo, y su hueso del muslo tenía solo 23 milímetros de largo.
Friedrich von Huene asignó el animal a Protorosauria en 1948 como el miembro más pequeño conocido del grupo, encontrándolo más parecido a Macrocnemus. Steel (1970) lo clasificó como un dinosaurio terópodo, mientras que Olsen y Baird (1986) lo identificaron como una quimera de restos mixtos de un celacanto y posiblemente del tanistroféido Tanytrachelos; Olsen y Flynn (1989) modificaron más tarde esta interpretación, describiendo el espécimen tipo de Gwyneddosaurus como una "eyección gástrica" (regurgitación) compuesta de huesos de Tanytrachelos y posiblemente restos de un celacanto. Señalaron que esto convertiría a Gwyneddosaurus en un sinónimo principal de Tanytrachelos y recomendaron conservar el género más joven pero mejor representado.